# Boloňská univerzita
Boloňská univerzita (italsky Alma Mater Studiorum Università di Bologna, latinsky Universitas Bononiensis) je nejstarší univerzita na světě, sídlí v italském městě Bologna. I když se neví přesně, kdy byla založena, většina pramenů hovoří o roku 1088. Jiné údaje uvádí rok 1119, i tak by byla univerzitou nejstarší.
Historicky je především známa pro výuku světského a kanonického práva.
Univerzita má téměř 100 000 studentů (během akademického roku se počet obyvatel města zvýší ze 400 000 na téměř 500 000) na 23 fakultách.
Je členem Coimbra Group, asociace sdružující nejvýznamnější evropské univerzity.

## Slavní absolventi
- Například Dante Alighieri, Francesco Petrarca, Mikuláš Koperník , Guglielmo Marconi[3], Tomáš Becket nebo Umberto Eco.
- Češi: Mikuláš Holubec